# Transactínido

Situación en la tabla periódica de los transactínidos.

En química, los elementos transactínidos o elementos superpesados son aquellos con número atómico mayor al del elemento más pesado de la serie de los actínidos, el lawrencio (103).
Estos elementos son también transuránicos, es decir, con número atómico más alto que el del uranio (92), un actínido. La distinción de los elementos transactínidos es útil por varias razones:
- Todos los elementos transactínidos tienen electrones en la subcapa 6d en su estado fundamental, por lo que en la tabla periódica se colocan en el bloque d.
- Excepto el dubnio, todos los isótopos de estos elementos tienen un periodo de semidesintegración extremadamente corto, medido en segundos o unidades más pequeñas.[2][3]
- La controversia sobre la denominación de los elementos afecta a los primeros seis elementos transactínidos, por lo que la IUPAC recomienda utilizar los nombres sistemáticos de tres letras, aunque la síntesis de cada elemento haya sido perfectamente confirmada.[1]
- Todos los transactínidos son radiactivos y sólo se han obtenido por síntesis en condiciones de laboratorio. No se ha conseguido una muestra macroscópica de ninguno de ellos.
- Los nombres propuestos para estos elementos derivan de los físicos, química o lugares relevantes en su descubrimiento.

El científico estadounidense Glenn T. Seaborg fue el primero en proponer el concepto de actínido y en prever la existencia de la serie de transactínidos (elementos 104 a 121) y de los superactínidos (aproximadamente elementos 122 a 153). El transactínido seaborgio fue nombrado así en su honor.

## Lista de transactínidos
- 104 Rutherfordio, Rf
- 105 Dubnio, Db
- 106 Seaborgio, Sg
- 107 Bohrio, Bh
- 108 Hassio, Hs
- 109 Meitnerio, Mt
- 110 Darmstadtio, Ds
- 111 Roentgenio, Rg
- 112 Copernicio, Cn
- 113 Nihonio, Nh
- 114 Flerovio, Fl
- 115 Moscovio, Mc
- 116 Livermorio, Lv
- 117 Teneso, Ts
- 118 Oganesón, Og